# Fort Rammekens
Fort Rammekens è un forte costiero costruito nel XVI secolo, sito a Ritthem, alla foce del vecchio canale di Welzinge, a est del porto olandese di Flessinga, sull'isola di Walcheren, nella provincia di Zelanda, nei Paesi Bassi. 
In origine il forte era chiamato anche Zeeburg.
Viene considerato come una delle più antiche fortificazioni costiere sopravvissute in Europa occidentale. · 

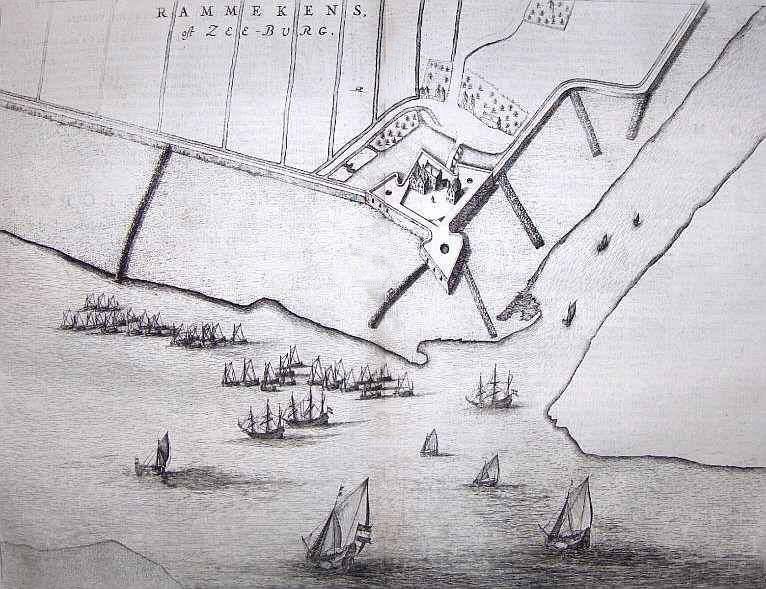
Pianta di Fort Rammekens nel 1651.

## Storia
Al fine di proteggere i porti di Middelburg, Flessinga e Anversa, Maria d'Ungheria, sorella di Carlo V d'Asburgo e reggente dei Paesi Bassi spagnoli, decise la costruzione di una fortezza presso la punta sud-orientale dell'isola di Walcheren. La realizzazione è stata affidata all'architetto italiano Donato de Boni di Pellizuoli, utilizzando lo schema di fortificazione alla moderna. Il cancello del forte è un esempio unico dello stile del Rinascimento italiano nei Paesi Bassi.

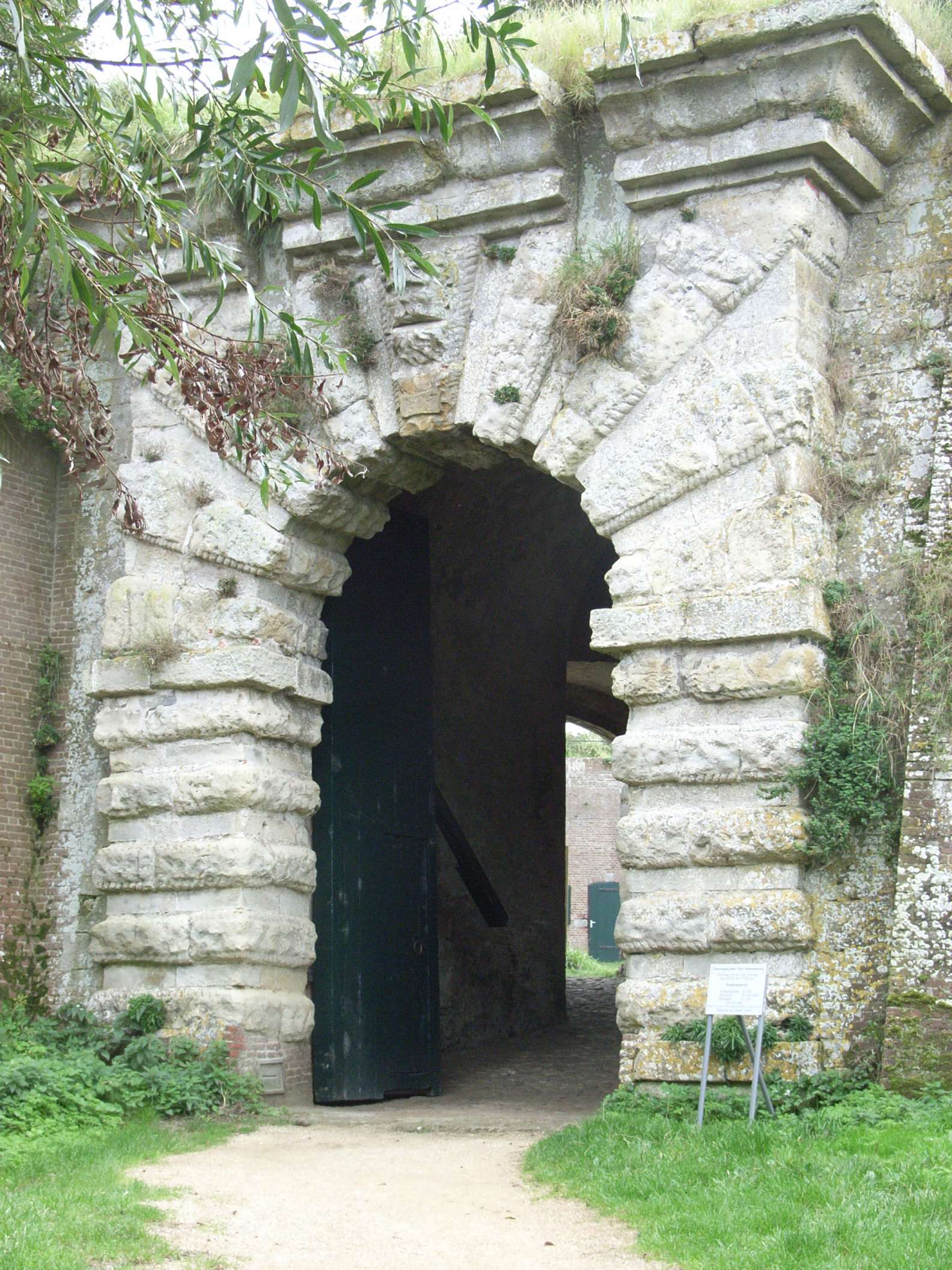
Portone d'ingresso di Fort Rammekens.

Nel 1496 è stata denominata Rammekens la baia dove vi era l'attracco delle navi.
In questa località sono state gettate le basi di più di 200 anni di relazioni tra i Paesi Bassi e l'Impero spagnolo. Giovanna di Castiglia è sbarcata qui l'8 settembre dello stesso anno, sulla strada per la sua cerimonia di nozze a Lier, dove va in sposa con Filippo il Bello nel mese di ottobre.
In posizione strategica, il forte è un problema importante durante la guerra degli ottant'anni ed è conquistato più volte tra il 1566 e il 1575. La resa dopo l'Assedio di Middelburg, viene firmata l'8 febbraio 1574 a Fort Rammekens tra il generale spagnolo Cristóbal de Mondragón e Guglielmo il Taciturno. Tra il 1585 e il 1616, Fort Rammekens è un possedimento britannico: il forte viene scambiato per trent'anni, assieme ai porti di Flessinga e Brielle in cambio di più di 7.000 uomini inviati da Elisabetta I d'Inghilterra a sostegno della Repubblica delle Sette Province Unite, in base al Trattato di Nonsuch del 10 agosto 1585.
La rada di Fort Rammekens, chiamata Vlacke, offre rifugio per le navi mercantili, tra cui quelle della Compagnia olandese delle Indie Orientali, con base a Flessinga, per attendere venti favorevoli per prendere il mare.
Obsoleto, il forte è stato dismesso e trasformato in un ospedale da parte della Compagnia nel 1787.
Dopo la spedizione britannica di Walcheren nel 1809, Napoleone decide di proteggere meglio l'isola e lavori importanti vengono eseguiti sul forte: sono costruiti nuovi bastioni e dei nuovi fossati furono scavati per proteggere il lato terra del forte. Delle casematte sono costruite sulle pareti esterne per ospitare l'artiglieria.
Il forte fu dismesso nel 1867, insieme con le altre fortificazioni di Flessinga. Venne poi utilizzato per immagazzinare polvere da sparo.
Durante la battaglia della Schelda, nell'autunno del 1944, Fort Rammekens è stato bombardato subendo lievi danni, ma il territorio attorno è stato allagato per il danneggiamento della diga.

## Oggi
Attualmente, il forte è in rovina e fa parte di una riserva naturale, separato dal mare da una diga. 
La parte nord-orientale è una zona militare riservata. La diga di Fort Rammekens offre una vista sulla sponda opposta della Schelda occidentale, la centrale nucleare di Borssele e le aree industriali di Terneuzen sul lato opposto della Schelda.
Il sito è clwssificato come monumento storico olandese.